# Hohner SV
Der Hohner SV (Hohner Spielverein „Eintracht“ von 1919 e. V.) ist ein Sportverein aus dem schleswig-holsteinischen Dorf Hohn mit den Sparten Handball, Tennis, Turnen, Gymnastik, Turnen, Badminton, Judo, Tischtennis, Freizeitfußball und Sportschützen.

## Feldhandball
Die Handball-Männermannschaft des Hohner SV gehörte in der Spielzeit 1967 zu den Gründungsmitgliedern der zweigleisigen Feldhandball-Bundesliga, stieg jedoch als Tabellenletzter ab. In der Spielzeit 1969 spielte der Hohner SV erneut in der höchsten Spielklasse, stieg als Tabelldrittletzter aber wieder ab. 1967 und 1969 spielten somit zwei Mannschaften aus dem damaligen Kreis Rendsburg in der Bundesliga. Die Kreisderbys gegen den Büdelsdorfer TSV waren mit bis zu 3.000 Zuschauern gut besucht. Der Hohner Stürmer Hans Dreller wurde während der ersten Bundesliga-Saison in die B-Nationalmannschaft berufen. Nach dem zweiten Bundesliga-Abstieg folgten 1970 und 1971 zwei Meisterschaften der Feldhandball-Regionalliga-Nord, ein erneuter Aufstieg in die höchste Spielklasse misslang.
Nach der internationalen und nationalen Einstellung des Feldhandball-Spielbetriebes spielte der Hohner SV in der Hallenhandball-Oberliga Schleswig-Holstein. Zwischen 1991 und 2014 war der Verein Teil der HSG Hohn/Elsdorf, seit 2014/15 gehört er der HSG Eider Harde an.